# Walter Bruch
Walter Bruch (2 de marzo de 1908 - 5 de mayo de 1990) fue un ingeniero electrónico alemán, famoso por inventar el sistema de codificación de televisión PAL, en Telefunken a inicios de la década de 1960. El profesor Bruch además de sus labores investigativas, enseñó en la Universidad Técnica de Hannover.

## Biografía
Nace en Neustadt an der Weinstraße, Alemania, y la primera etapa importante de su vida profesional se desarrolla en colaboración con Manfred von Ardenne y con el inventor húngaro Dénes von Mihaly, durante la década de 1930.
En 1935 entró a trabajar en la Compañía Telefunken, en el Departamento de Investigaciones en televisión y en física, dirigido por el profesor Fritz Schröter. En el verano de 1936 se celebraron en Berlín los Juegos Olímpicos, fecha pionera en el ámbito de la televisión. Bruch pudo experimentar sobre el terreno la primera cámara iconoscópica que él mismo había contribuido a desarrollar. Un año más tarde, en la Exposición Universal de París, presentó la unidad móvil de televisión iconoscópica creada por él.
En 1950 fue encargado por Telefunken de desarrollar los primeros receptores de televisión de posguerra. Algún tiempo después volvió a ocuparse de sus investigaciones en el campo de la física, situándose después en el campo de la televisión en color. Estudió y experimentó a fondo el sistema estadounidense NTSC y las premisas de lo que posteriormente habría de ser el sistema francés SECAM. Su trabajo le llevó a la concepción de un nuevo sistema de televisión en color. Su realización se fundamentaba en la corrección automática de todas las distorsiones del color que pueden producirse a lo largo del canal de transmisión.
El 3 de enero de 1963 realizó la primera demostración pública de su Phase Alternation Line System, en Hannover, ante una asamblea de expertos de la Unión Radiofónica Europea. Esa fecha puede considerarse como el nacimiento del sistema PAL-Telefunken, que posteriormente fue adoptado por más de treinta países de todo el mundo.
PAL traducido digitalmente como modo de vídeo estándar es 768x576 a 25 fotogramas por segundo, y es considerado un modo SD acercándose a HD. 